# The Antidote (album Moonspell)
The Antidote – szósty studyjny album portugalskiej grupy muzycznej Moonspell. Płyta reklamowana, jako powrót do korzeni. Premiera miała miejsce 29 września 2003. Do płyty została dołączona książka O Antídoto. Nagrania dotarły do 4. miejsca portugalskiej listy sprzedaży. Z kolei we Francji płyta uplasowała się na 125. miejscu tamtejszej listy sprzedaży.

## Lista utworów
Opracowano na podstawie materiału źródłowego.
1. "In And Above Men" – 4:11
2. "From Lowering Skies" – 5:25
3. "Everything Invaded" – 6:16
4. "The Southern Deathstyle – 4:07
5. "Antidote" – 4:45
6. "Capricorn at Her Feet" – 6:04
7. "Lunar Still" – 6:55
8. "A Walk On The Darkside" – 4:44
9. "Crystal Gazing" – 4:52
10. "As We Eternally Sleep On It" – 7:11

## Twórcy
Opracowano na podstawie materiału źródłowego.

- Fernando Ribeiro – śpiew
- Miguel Gaspar – perkusja
- Pedro Paixão – keyboard, sampler, gitara
- Ricardo Amorim – gitara
- Niclas Etelävuori - gitara basowa
- Kai "Hiili" Hiilesmaa - inżynieria dźwięku, miksowanie, produkcja muzyczna
- Waldemar Sorychta - produkcja muzyczna
- Mika Jussila - mastering
- Paulo Moreira - zdjęcia, okładka, oprawa graficzna
- Wojtek Blasiak - oprawa graficzna
- Adriano Esteves - dizajn